# Tamara Drewe - Tradimenti all'inglese
Tamara Drewe - Tradimenti all'inglese (Tamara Drewe) è un film del 2010 diretto da Stephen Frears.

## Trama
Dopo la morte della madre una giovane giornalista londinese, Tamara Drewe, fa ritorno a Ewedown, fittizio paesino del Dorset, con l'intenzione di vendere la casa che ha ereditato e in cui è cresciuta. In città era ricordata come una ragazzina introversa, timida e bruttina, e gli abitanti locali rimangono stupiti dalla donna sexy e disinibita che è diventata. In particolare, è oggetto di pettegolezzo l'intervento di chirurgia plastica nasale che ha condotto al miglioramento del suo aspetto.
Per ristrutturare la casa, Tamara assume Andy, che era stato il suo primo ragazzo, e quando lui la rivede avverte nuovamente una forte attrazione nei suoi confronti. Tamara desta l'interesse anche del suo vicino, Nicholas Hardiment, famoso non solo per essere uno scrittore prolifico di libri gialli ma anche un donnaiolo seriale. Hardiment possiede una vasta proprietà nella valle che gestisce con sua moglie Beth, che sa dei suoi tradimenti ma si rappacifica ogni volta con lui. Nella loro fattoria, adibita a bed and breakfast, ospitano altri scrittori che cercano in campagna la tranquillità necessaria per completare le proprie opere.
Tamara inizia una relazione con la rockstar Ben Sergeant, conosciuto durante un'intervista. Due adolescenti di Ewedown, Jody e Casey, fan di Ben e del suo gruppo avvertono sentimenti contrastanti: sono tremendamente gelose di Tamara, sebbene proprio la sua relazione con Ben permetta loro di ammirare da vicino l'oggetto dei loro sogni. Sfruttando le lunghe assenze di Tamara da Ewedown, le due adolescenti compiono azioni sempre più spregiudicate, entrando nella casa di lei: rubano alcuni indumenti di Ben e giungono a scrivere un'email a nome di Tamara con la quale la ragazza dà contemporaneamente appuntamento a Ben, Andy e Nicholas Hardiment per un incontro amoroso.
Tamara ne viene subito informata e si scusa e chiarisce con Andy e Ben, quest'ultimo comunque si allontana. Nicholas, tuttavia, non crede all'errore e si reca all'appuntamento, iniziando così una storia segreta con Tamara, la quale durante l'adolescenza in campagna si era invaghita proprio dello scrittore. Jody e Casey, dal canto loro, si rendono conto di essere state loro stesse a determinare l'uscita di scena di Ben dalla loro cittadina e iniziano a seguire i movimenti di Tamara fino a scoprire la storia con Nicholas. Mentre Jody attira Ben a Ewedown entrando nuovamente in casa di Tamara ed utilizzandone l'email, Casey, in un impeto di rabbia, rivela anonimamente a Beth dell'ultimo tradimento del marito.
Ne derivano una serie di eventi che permettono a Jody di parlare finalmente con Ben, ma che conducono anche alla morte accidentale di Nicholas, travolto e calpestato da una mandria di mucche messe in fuga dal boxer della rockstar. Questo è un evento catartico che porta sia Tamara che Beth a dare una svolta alle loro vite, avvicinandosi l'una ad Andy, l'altra ad un suo inquilino statunitense, Glen McCreavy, che nel frattempo se ne era innamorato.

## Produzione
La sceneggiatura del film è basata sull'omonima striscia a fumetti di Posy Simmonds, pubblicata tra il 2005 e il 2006 sul quotidiano britannico The Guardian e basata a sua volta sul romanzo Via dalla pazza folla (Far from the Madding Crowd) scritto nel 1874 da Thomas Hardy. In Italia la graphic novel sarà distribuita dal 5 gennaio 2011, in contemporanea con l'uscita del film, dalla casa editrice nottetempo.
In occasione della presentazione del film al Festival di Cannes 2010, Stephen Frears ha spiegato che l'idea di produrre il film gli è stata data da Christine Langan, il direttore creativo della BBC Films, che un giorno gli ha fatto leggere la striscia a fumetti Tamara Drewe. Il regista ha subito apprezzato il romanzo a fumetti e la possibilità di realizzare un film ad esso ispirato, similmente a quanto accaduto per la produzione del film The Snapper.
Le riprese sono iniziate nel settembre del 2009 e si sono svolte a Londra, nei Pinewood Studios di Iver Heath nel Buckinghamshire, a Salwayash e a Yetminster nel Dorset, nella Yeovil Junction Railway Station a Yeovil nel Somerset e alla Stockers Farm a Rickmansworth nell'Hertfordshire.

## Colonna sonora
La colonna sonora del film, composta da Alexandre Desplat, è stata pubblicata il 4 ottobre 2010 dall'etichetta discografica Silva Screen Records.

### Tracce
1. Opening Title
2. Going to Nadia
3. I Need a Dump
4. Alarm at Winnards
5. Tamara
6. A Good Time
7. Biggest Shagging
8. Mushrooms
9. Jody and Ben
10. Dogs and Cows
11. Beth's Monologue
12. Winnards Farm
13. Nicholas and Tamara
14. Spring
15. Is She Dead?
16. Packing and Closing
17. Where Are You Now?
18. This Is a Low
19. Jail-Bait Jody

## Distribuzione
La pellicola è stata presentata per la prima volta come film fuori concorso al Festival di Cannes il 18 maggio 2010. Il 14 luglio il film è stato distribuito dalla Diaphana Films nelle sale cinematografiche francesi, mentre nel Regno Unito ha fatto il suo debutto il 10 settembre, distribuito dalla Momentum Pictures, due giorni prima di essere presentato al Toronto International Film Festival. Dall'8 ottobre è stato distribuito anche negli Stati Uniti. In Italia la pellicola è stata distribuita dalla BIM Distribuzione a partire dal 5 gennaio 2011.

## Accoglienza

### Incassi
Il film ha incassato globalmente 11.910.695 $.

### Critica
Riferendosi al personaggio di Nicholas Hardiment, interpretato da Roger Allam, il Guardian ha spiegato come il film renda giustizia a un tema ricorrente di Posy Simmonds: «l'invidia perenne degli scrittori per il successo maggiore di altri scrittori». Il Daily Telegraph ha apprezzato il lavoro del regista e l'interpretazione di Roger Allam. Anche la rivista statunitense The Hollywood Reporter ha espresso un giudizio positivo sul regista, riportando come Stephen Frears e la sceneggiatrice Moira Buffini siano riusciti a produrre una rappresentazione fedele dell'opera della Simmonds, riuscendo a mantenerla piacevole e divertente anche sul grande schermo. Tuttavia, il quotidiano inglese The Independent ha messo in luce la prevedibilità della trama, anche se ha definito il personaggio di Tamara abbastanza simpatico e divertente.